# Barragem da garganta de Chalaua

Sistema hídrico ao qual faz parte

Garganta de Chalaua é uma barragem no AGL de Karaye, no estado de Cano, no noroeste da Nigéria, aproximadamente a 90 quilômetros a sudoeste de Cano. É o maior reservatório do Chalaua, um tributário do Cano, o principal tributário do Hadejia.

## Construção
O projeto reservatório de Chalaua começou por intermédio da Agência de Recursos Hídricos e Engenharia Civil do Governo do Estado de Cano, e foi mais tarde entregue ao governo federal que financiou-o. A barragem é controlada pela Autoridade de Desenvolvimento da Bacia do Rio Hadejia-Jamare, uma agência federal. Ela foi construída pela companhia Julius Berger em 1990-1992 através de aterragem. Possui 42 metros de altura e 7,8 quilômetros de comprimento. Sua capacidade total é de 904 000 000 metros cúbicos de água e sua área de captação direta é de 3 857 quilômetros quadrados; o rendimento anual é de 904 000 000 metros cúbicos e cheia projetada é de 6 500 metros cúbicos por segundo. O reservatório tem 537,45 metros de nível e quando em plena capacidade engloba área de 100 quilômetros quadrados e Seu nível morto é 26 000 000 metros cúbicos.

## Potencial energético
Ela foi projetada para potencialmente gerar hidroenergia, podendo produzir 3MW em média - mais na estação chuvosa e menos na estação seca. Porém, a energia custaria muito mais do que os atuais preços, e não está claro se o projeto para instalar o equipamento de geração de energia seria financiado.

## Problemas
O solo nas bacias hidrográficas imediatas da barragem não foi estabilizado, então o reservatório pode estar empalidecendo. O limo está sendo depositado no rio Chalaua, afetando as estruturas de captação do suprimento de água de Cano. Um estudo de 2002 notou que enquanto se pretendia usar a barragem para projetos de irrigação, nenhum foi iniciado e muitas terras foram cobertas pela barragem; a água foi usada apenas para suprir Cano. A barragem de Chalaua e a vizinha barragem de Tiga tiveram efeitos adversos nas zonas úmidas de Hadejia-Nguru; vários estudos demonstraram que trouxeram valor econômico negativo às comunidades do curso inferior dos rios.